# Casa memorială a lui Olimpii Panov (Taraclia)
Casa memorială a lui Olimpii Panov este o clădire amplasată în Taraclia, Republica Moldova. Este un monument istoric de importanță națională inclus în Registrul monumentelor Republicii Moldova ocrotite de stat cu nr. 358 (raionul Taraclia).